# Cyclanthera leptostachyoides
Cyclanthera leptostachyoides är en gurkväxtart som beskrevs av Charles Jeffrey. Cyclanthera leptostachyoides ingår i släktet springgurkor, och familjen gurkväxter. Inga underarter finns listade i Catalogue of Life.